# Lorenzo Antonetti
Lorenzo kardinál Antonetti (31. července 1922 Romagnano Sesia – 10. dubna 2013) byl italský římskokatolický kněz, vatikánský diplomat, vysoký úředník římské kurie, kardinál.
Studoval seminář v Novaře, zde také přijal 26. května 1945 kněžské svěcení. Dva roky působil jako duchovní v rodné diecézi, v roce 1947 pokračoval ve studiích v Římě, na Papežské univerzitě Angelicum získal doktorát z teologie, na Papežské univerzitě Gregoriana získal doktorát z kanonického práva. Od roku 1951 působil ve státním sekretariátu a na nunciaturách v různých zemích (Libanon, Venezuela, Francie, USA).
Dne 23. února 1968 byl jmenován titulárním arcibiskupem a nunciem v Hondurasu a Nikaragui. Biskupské svěcení přijal 12. května téhož roku. V červenci 1973 ho papež Pavel VI. jmenoval pronunciem v Zaire. Od července 1977 působil opět ve státním sekretariátu, stal se sekretářem Správy majetku Apoštolského stolce. V letech 1988 až 1995 byl nunciem ve Francii, od června 1995 pro-prezidentem Správy majetku Apoštolského stolce.
Při konzistoři 21. února 1998 ho papež Jan Pavel II. jmenoval kardinálem. Po této nominaci se stal plnoprávným prezidentem Správy majetku Apoštolského stolce, vzhledem k dovršení kanonického věku 75 let však na tuto funkci rezignoval už v listopadu téhož roku. V červenci 2002 dovršil 80 let a ztratil právo účasti v konkláve.